# Smart metrology
 (novembre 2022).
- Si vous ne connaissez pas le sujet, laissez ce bandeau (vous pouvez alors contacter les auteurs).
- Si vous supprimez le contenu mis en cause (vous pouvez préalablement contacter les auteurs),

argumentez précisément cette suppression dans la page de discussion
(un manque de référence n'est pas un argument ; une recherche réelle de référence doit avoir été effectuée, être formellement documentée).
 (octobre 2021).
La mise en forme du texte ne suit pas les recommandations de Wikipédia : il faut le « wikifier ».
Les points d'amélioration suivants sont les cas les plus fréquents. Le détail des points à revoir est peut-être précisé sur la page de discussion.
- Les titres sont pré-formatés par le logiciel. Ils ne sont ni en capitales, ni en gras.
- Le texte ne doit pas être écrit en capitales (les noms de famille non plus), ni en gras, ni en italique, ni en « petit »…
- Le gras n'est utilisé que pour surligner le titre de l'article dans l'introduction, une seule fois.
- L'italique est rarement utilisé : mots en langue étrangère, titres d'œuvres, noms de bateaux, etc.
- Les citations ne sont pas en italique mais en corps de texte normal. Elles sont entourées par des guillemets français : « et ».
- Les listes à puces sont à éviter, des paragraphes rédigés étant largement préférés. Les tableaux sont à réserver à la présentation de données structurées (résultats, etc.).
- Les appels de note de bas de page (petits chiffres en exposant, introduits par l'outil «  Source ») sont à placer entre la fin de phrase et le point final[comme ça].
- Les liens internes (vers d'autres articles de Wikipédia) sont à choisir avec parcimonie. Créez des liens vers des articles approfondissant le sujet. Les termes génériques sans rapport avec le sujet sont à éviter, ainsi que les répétitions de liens vers un même terme.
- Les liens externes sont à placer uniquement dans une section « Liens externes », à la fin de l'article. Ces liens sont à choisir avec parcimonie suivant les règles définies. Si un lien sert de source à l'article, son insertion dans le texte est à faire par les notes de bas de page.
- La présentation des références doit suivre les conventions bibliographiques. Il est recommandé d'utiliser les modèles {{Ouvrage}}, {{Chapitre}}, {{Article}}, {{Lien web}} et/ou {{Bibliographie}}. Le mode d'édition visuel peut mettre en forme automatiquement les références.
- Insérer une infobox (cadre d'informations à droite) n'est pas obligatoire pour parachever la mise en page.

Pour une aide détaillée, merci de consulter Aide:Wikification.
Si vous pensez que ces points ont été résolus, vous pouvez retirer ce bandeau et améliorer la mise en forme d'un autre article.
 (octobre 2021).
 (octobre 2021).
 (octobre 2021).
La smart metrology ("métrologie intelligente") est une approche moderne de la métrologie industrielle. 

## Métrologie
L'approche traditionnelle de la métrologie industrielle tend à suivre ces étapes :
- Le système de mesure est presque toujours étalonné avec une périodicité fixe et prédéterminée en envoyant l'instrument pour étalonnage à un laboratoire accrédité[réf. souhaitée] .
- Les résultats d'étalonnage, fournis par le certificat d'étalonnage, sont très rarement utilisés pour corriger les valeurs mesurées par l'instrument étalonné et évaluer l'incertitude[réf. souhaitée] . Le plus souvent, le certificat d'étalonnage est conservé dans un dossier[réf. souhaitée] .
- La seule façon dont le certificat d'étalonnage est utilisé est généralement lors des audits, pour offrir une preuve formelle que le système de mesure est surveillé et maintenu sous contrôle[réf. souhaitée] .

Ainsi, les résultats réels de l'étalonnage peuvent même ne pas être utilisés dans le processus de prise de décision. De cette façon, la métrologie est souvent considérée comme un centre de coûts et elle ne respecte pas[Interprétation personnelle ?]  , en fait, l’esprit de la norme ISO 9001.

## Principe
La smart metrology, introduite par Jean-Michel Pou et Laurent Leblond, respectivement métrologue et statisticien français, suit une approche différente pour maintenir les instruments sous contrôle.
L'approche de la smart metrology consiste principalement à exploiter pleinement toutes les données et informations disponibles, y compris celles fournies par le big data, pour permettre une approche plus efficiente (incertitude de mesure, étalonnage et traçabilité). Les informations disponibles (a priori)[réf. souhaitée] sont utilisées en appliquant des approches statistiques avancées, telles que l'inférence bayésienne. Les données de mesure obtenues et les connaissances a priori disponibles sont utilisées dans le processus de prise de décision,.